# La forza mia
La forza mia è il terzo lavoro discografico ed il secondo album in studio di Marco Carta, pubblicato dall'etichetta discografica Warner Music Italy il 20 febbraio 2009.

## Descrizione
Formato da 11 inediti, l'album arriva a circa un anno di distanza dalla pubblicazione del primo disco di Marco Carta: Ti rincontrerò.
Nella versione digitale l'album contiene la bonus track That's the Way (I Like It)
- cover del celebre brano dei KC and the Sunshine Band del 1975 - 
ed è parte integrante della colonna sonora del film di animazione Impy Superstar - Missione Luna Park, 
al quale Marco Carta presta la voce anche come doppiatore.
Tra gli autori compaiono Paolo Carta, Cheope, Daniel Vuletic, Federica Camba e Tony Blescia. Lo stesso Marco Carta è autore assieme a Tony Blescia di Vorrei tenerti qui. 
Tra i musicisti troviamo la collaborazione di Paolo Carta alla chitarra; Bruno Zucchetti al pianoforte, Hammond alle tastiere; i fratelli Emiliano e Matteo Bassi alla sezione ritmica batteria e basso; Emanuela Cortesi e Gigi Fazio ai cori.
Nell'album troviamo inoltre la partecipazione di Fabrizio Pausini ai cori del brano Resta con me.
L'amore è il tema principale delle undici canzoni inedite dell'album che sul fronte musicale ha un respiro pop internazionale con accenti sonori che spaziano nel pop-rock.
Ad aprire il disco è La forza mia brano presentato al Cinquantanovesimo Festival della Canzone Italiana di Sanremo, vincendo nella categoria Big con il 57,62% dei voti di preferenza del pubblico ed estratto come primo singolo. 
Durante la lavorazione dell'album Marco Carta viene subito colpito da questo brano; come racconta lui stesso il testo descrive il suo rapporto con i fans; la canzone è una dedica a loro per tutto l'affetto e la forza che gli hanno dato, un grazie al loro sostegno appassionato che gli ha consentito di realizzare un sogno coltivato sin da bambino.
Tra i brani presenti nel disco, Prima di te evidenzia l'approccio del cantante ad uno stile più rock.
Nella tracklist dell'album è presente il brano Dentro ad ogni brivido, che si caratterizza per la sua impronta sonora anni '60, in un primo momento annunciata come la canzone da eseguire a Sanremo sarà invece scelto come secondo singolo estratto dell'album e verrà decretata come Hit Summer Song 2009 al Coca Cola Live @ MTV - The Summer Song.
La quinta traccia dell'album Resto dell'idea è il terzo singolo estratto, il testo è scritto da Cheope, la musica da Daniel Vuletic ed ha un arrangiamento pop con un testo maturo che parla di un amore complicato e del tentativo di rivitalizzare un rapporto ormai logoro.

## Tracce
1. La forza mia – 3:48 (Paolo Carta)
2. Vorrei tenerti qui – 3:50 (testo: Marco Carta e Tony Blescia – musica: Tony Blescia)
3. Dentro questa musica – 3:34 (testo: Luigi Baudino e Francarlo Coriasco – musica: Luigi Baudino)
4. Prima di te – 3:50 (testo: Cheope – musica: Daniel Vuletic)
5. Resto dell'idea – 3:41 (testo: Cheope – musica: Daniel Vuletic)
6. Un giorno perfetto – 3:46 (testo: Matteo Bassi – musica: Paolo Carta)
7. Dentro ad ogni brivido – 3:46 (Federica Camba e Daniele Coro)
8. Resta con me – 3:45 (Fabio Roveroni)
9. L'amore che non hai – 3:47 (testo: Cheope – musica: Jeffrey B Franzel ed Antonio Galbiati)
10. Il segno che ho di te – 3:46 (testo: Cheope – musica: Daniel Vuletic)
11. Grazie a te – 3:50 (testo: Franco Migliacci, Ernesto Migliacci e Cheope – musica: Luca Paolo Chiaravalli, Andrea Casamento, Paolo Carta ed Ernesto Migliacci)

Durata totale: 41:23
Traccia bonus (solo versione digitale)
1. That's the Way (I Like It) (H.W. Casey, R. Finch)

## Formazione
- Marco Carta - voce
- Bruno Zucchetti - tastiera, organo Hammond, pianoforte
- Paolo Carta - chitarra
- Matteo Bassi - basso
- Emiliano Bassi - batteria
- Emanuela Cortesi, Gianluigi Fazio, Fabrizio Pausini - cori

## Successo commerciale
La forza mia viene certificato disco di platino a soli 5 giorni dall'uscita, per le oltre 70 000 copie distribuite e successivamente vendute, per poi venderne oltre 100 000. L'album, rimasto nella top 20 della Classifica FIMI Album per 12 settimane consecutive, debutta alla 3ª posizione della medesima classifica per poi raggiungere in quella seguente come massima posizione la 2ª.

## Tour
La forza mia tour vede Marco Carta in giro per l'Italia tra la primavera e l'estate 2009..

### Date concerti
- 28 aprile 2009 - Palasport, Miranda (IS)
- 30 aprile 2009 - Carisport, Cesena
- 2 maggio 2009 - PalaSfida, Barletta
- 3 maggio 2009 - PalaMazzola, Taranto
- 7 maggio 2009 - PalaPartenope, Napoli
- 9 maggio 2009 - PalaSport, Acireale (CT)
- 14 maggio 2009 - PalaRuffini, Torino
- 15 maggio 2009 - PalaSharp, Milano
- 24 maggio 2009 - Nelson Mandela Forum, Firenze
- 27 maggio 2009 - Pista ghiaccio Reseghina, Lugano (Svizzera)
- 30 maggio 2009 - Awrora Theatra, Malta
- 18 giugno 2009 - Piazza Martin Luther King, Rende (CS)
- 20 giugno 2009 - Piazza Sebastiano Vagolino, Alcamo (TP)
- 21 giugno 2009 - Villa Borghese, Roma
- 23 giugno 2009 - Campo sportivo, Scafati (SA)
- 12 luglio 2009 - Stadio Gino Salveti, Cassino (FR)
- 14 luglio 2009 - Arena del mare, Genova
- 15 luglio 2009 - Piazza Giuseppe Garibaldi, Varallo Sesia (VC)
- 22 luglio 2009 - Stadio Simonetta Lamberti, Cava de' Tirreni (SA)
- 24 luglio 2009 - Piazza Cesare Battisti, Corato (BA)
- 25 luglio 2009 - Porto di San Vincenzo (LI)
- 26 luglio 2009 - Parco di Luzzara (RE)
- 28 luglio 2009 - Villa Conti, Civitanova Marche (MC)
- 30 luglio 2009 - Piazza Balestrieri, Parma
- 1º agosto 2009 - Stadio San Lorenzo, Priverno (LT)
- 2 agosto 2009 - Stadio Raffaele Guariglia, Agropoli (SA)
- 7 agosto 2009 - Anfiteatro Magna Grecia, Catanzaro
- 8 agosto 2009 - Area Feste Via Capannella, Cittanova (RC)
- 10 agosto 2009 - Porto di Cetraro (CS)
- 11 agosto 2009 - Stadio comunale Valentino Mazzola, San Giovanni in Fiore (CS)
- 13 agosto 2009 - Piazzale Roma, Riccione (RN)
- 16 agosto 2009 - Piazza Roma, Poggio Nativo (RI)
- 18 agosto 2009 - Piazza Vadacca, Carmiano (LE)
- 19 agosto 2009 - Stadio comunale di Crosia (CS)
- 23 agosto 2009 - Molo di Rodi Garganico (FG)
- 2 settembre 2009 - Area spettacoli di Leini (TO)
- 4 settembre 2009 - Anfiteatro Maria Pia di Alghero
- 6 settembre 2009 - Fiera di Cagliari
- 12 settembre 2009 - Piazza Diaz, Lamezia Terme (CZ)
- 16 settembre 2009 - PalaSharp, Milano

## Classifiche
| Classifica (2009) | Posizione massima |
| ----------------- | ----------------- |
| Italia            | 2                 |

### Classifiche di fine anno
| Classifica (2009) | Posizione |
| ----------------- | --------- |
| Italia            | 27        |